# Krigsfange
En krigsfange er en soldat (eller bevæbnet civilist), som bliver tilbageholdt under eller umiddelbart efter en væbnet konflikt. De fleste krigsfanger er fjendtlige soldater, men også neutrale lande har interneret krigsførende landes soldater (og desertører) - for eksempel var Horserødlejren krigsfangelejr under 1. verdenskrig.
Geneve-konventionen sikrer, at krigsfanger bliver behandlet humant.
De fleste nationer følger konventionen, medens andre fortolker den efter forgodtbefindende.
Den tredje Genevekonvention (behandling af krigsfanger), artikel 4, beskytter militært personel, hjemmeværn og frivillige korps fra tilfangetagelse til frigivelse.
Nogle af hovedpunkterne i konventionen forbyder anvendelse af psykisk og fysisk tortur af fanger, samt at den tilfangetagne kun er forpligtet til at opgive navn, fødselsdato, rang og eventuelt identifikationsnummer.
Status som krigsfange omfatter ikke ubevæbnede civilister, som er fanget under en krig. De er beskyttet af den fjerde Genevekonvention om beskyttelse af civilpersoner i krigstid.
USA's regering har efter 11/9 2001 defineret en kategori af tilbageholdte, "ulovlige kombattanter". Præsidentens juridiske rådgiver, den senere justitsminister Alberto Gonzales har flere gange plæderet for, at USA ikke er forpligtet af Genève-konventionen i denne kategori.

## Krigsfanger i Danmark under 1. Verdenskrig
Danmark var neutralt under 1. Verdenskrig , men blev involveret i spørgsmålet om krigsfanger. Under 1. Verdenskrig blev mellem 7 og 8.5 millioner taget som krigsfanger. Rusland, Tyskland og Østrig-Ungarn var de nationer, der havde flest krigsfanger interneret.
Efter aftale mellem Rusland og Østrig-Ungarn fik Danmark til opgave at gennemføre inspektionsrejser til krigsfangelejre i de to lande. Særligt forholdene i Rusland var rystende. Disse inspektionsrejser blev ledet af Dansk Røde Kors, der under hele krigen spillede en stor rolle i det humanitære arbejde med krigsfanger. En af de toneangivende i dette arbejde var Thorvald Madsen, direktør for Statens Serum Institut. Dansk Røde Kors varetog også opgaven at videresende breve fra krigsfanger og at uddele medicin til fangerne i lejrene.
Danmarks engagement i det humanitære arbejde intensiveredes, da der efter schweizisk forbillede ønskedes at oprette lejre i Danmark, hvor syge krigsfanger kunne behandles. Det var i høj grad politisk, da man mente, at et omfattende dansk humanitært arbejde ville styrke Danmarks anseelse hos de krigsførende magter, og at de ville vedblive med at anerkende Danmarks neutralitet. Det lykkedes at etablere en udveksling af krigsfanger mellem på den ene side Tyskland og Østrig-Ungarn og på den anden side Rusland. Krigsfangernes hjemlande skulle betale for krigsfangernes forplejning i Danmark, mens Danmark skulle betale for lejre og administration. Det betød, at omkostningerne for Danmark ville være overskuelige til trods for projektets størrelse. Til at huse de syge krigsfanger opførtes to lejre i Horserød i Nordsjælland og ved Hald nær Viborg. Horserødlejren kom til at huse de russiske krigsfanger, mens de tyske og østrig-ungarske blev anbragt i Haldlejren. Til 1918, hvor arbejdet med syge krigsfanger ophørte, blev cirka 3800 krigsfanger behandlet i Danmark.
Under 1. verdenskrig udførte Dansk Røde Kors et meget omfattende arbejde med at formidle korrespondancen for krigsfangerne på østfronten. Over 600 var ansat i Danmark til at administrere indsatsen, og de formidlede mere end en million breve (som alle skulle censureres) og over seks millioner pakker. 
En række danske enkeltpersoner er kendt for deres uegennyttige indsats for flygtninge og krigsfanger under verdenskrigen. Professor David Simonsen, overrabiner for Det mosaiske Troessamfund 1892-1902 fra København, var centralt placeret i hjælpearbejdet og førte en omfattende korrespondance med krigens ofre, hovedsageligt jødiske flygtninge og udførte et stort filantropisk arbejde med praktisk hjælp og økonomisk støtte. Det er dokumenteret i hans arkiv , som er digitaliseret og frit tilgængeligt på Internettet. Senere lektor Ingeborg Stemann (født 1889), hvis far var stiftsamtmand på Bornholm, helligede sig efter universitetseksamen frivilligt hjælpearbejde for russiske krigsfanger i Horserødlejren . Horserødlejren blev 1917 indrettet til at modtage syge russiske krigsfanger fra Tyskland, og Ingeborg Stemann, som havde lært sig russisk og polsk, blev som 28-årig tilknyttet lejren som tolk. Her ydede hun en helhjertet indsats i det store, frivillige arbejde, som sikrede fangerne tålelige vilkår, mens de opholdt sig i Danmark , og siden deltog hun i inspektionen af krigsfangelejre i Tyskland. For at skabe forståelse for krigsfangernes situation var hun i 1917 medudgiver af bogen Russiske Soldaterbreve.
Et særligt kapitel i dansk historie i forhold til krigsfanger er Sønderjylland. Siden krigen i 1864 og frem til Genforeningen i 1920 var Sønderjylland en del af Tyskland. Tyskland tog mange krigsfanger under 1. Verdenskrig og mange af dem blev sat til at arbejde i landbruget, da mændene ofte var i militæret. Det anslås at 6000-7000 krigsfanger, hovedsageligt russere, var udstationeret i Sønderjylland fra 1914 til 1918. Af dem formåede en anselig del at flygte over grænsen til det neutrale Danmark. Da Danmark formelt ikke kunne tage krigsfanger, blev de betragtet som militærflygtninge. Det betød, at Danmark ikke kunne sende dem retur til deres hjemlande, men måtte internere dem til krigen var slut.